# وعاء زهري
في كاسيات البذور، يعتبر الوعاء الزهري أو الكأس الزهري (الاسم العلمي: Hypanthium) قاعدة تنمو عليها أجزاء من الكأس والبتلات والأسدية على شكل كوب أنبوبي. يُطلق عليه أحيانًا اسم الأنبوب الزهري، وهو مصطلح يُستخدم أيضًا لأنبوب التويج وأنبوب الكأس.[بحاجة لمصدر] غالبًا ما يحتوي على رحيق النبات. إنه موجود في العديد من عائلات النباتات، على الرغم من اختلافه في الأبعاد البنيوية والمظهر. يعد هذا التمييز بين الكأس الزهري في أنواع معينة مفيدًا للتعريف. بعض الأشكال الهندسية تكون على شكل مخروطي كما في نبات Toyon، في حين أن بعضها يكون على شكل صحن كما في نبات Mitella caulescens.